# Order Francisco de Miranda
Order Francisco de Miranda (hisz. Orden Francisco de Miranda) – wysokie odznaczenie (order) Wenezueli.

## Historia
Order Francisco de Miranda został ustanowiony 14 lipca 1943 przez prezydenta Wenezueli Isaíasa Medinę Angaritę (dekret Número 21.152) na cześć Francisco de Mirandy (1750–1816) – wenezuelskiego rewolucjonisty, zwanego Prekursorem Niepodległości Ameryki Łacińskiej (El Precursor).
Wcześniej istniały inne odmiany tego odznaczenia. Pierwotnie Order Francisco de Miranda ustanowiono w lipcu 1934, zastępując powstały w 1930 medal o tej samej nazwie. Ustawą z 28 lipca 1939 został zmieniony statut orderu, uchylony następnie dekretem z 1943.
Obecnie Order Francisco de Miranda dzieli się na trzy klasy:
- Krzyż Wielki (Gran Cruz) – I Klasa
- Komandor (Comendador) – II Klasa
- Kawaler (Caballero) – III Klasa

Wielkim Mistrzem Orderu jest ex officio (z urzędu) każdy nowo zaprzysiężony prezydent Wenezueli.

## Zasady nadawania
Odznaczenie nadawane jest za wybitne zasługi dla kraju i nauki obywatelom Wenezueli i obcokrajowcom.
Prezydent Wenezueli może z własnej inicjatywy nadać order w dowolnej klasie głowom państw obcych, ambasadorom i wyższym członkom personelu misji dyplomatycznych akredytowanym w Wenezueli.
Odznaczeni orderem otrzymują dyplom nadania, podpisany przez prezydenta Republiki i potwierdzony przez ministra spraw wewnętrznych oraz ministra spraw zagranicznych.
Order zawieszony jest na jedwabnej wstążce koloru jasnożółtego.
| Krzyż Wielki | Komandor | Kawaler |

## Odznaczeni (lista niepełna)
Krzyż Wielki
Wielcy Mistrzowie Orderu – prezydenci Wenezueli ex officio (od 1934)
- Juan Vicente Gómez
- Eleazar López Contreras
- Isaías Medina Angarita
- Rómulo Betancourt
- Rómulo Gallegos Freire
- Carlos Delgado Chalbaud
- Germán Suárez Flamerich
- Marcos Pérez Jiménez
- Wolfgang Enrique Larrazábal Ugueto
- Edgar Sanabria
- Raúl Leoni
- Rafael Antonio Caldera Rodríguez
- Carlos Andrés Pérez Rodríguez
- Luis Herrera Campins
- Jaime Lusinchi
- Ramón José Velásquez
- Hugo Chávez Frías
- Pedro Francisco Carmona Estanga
- Diosdado Cabello Rondón

Wenezuelczycy
- José Antonio Abreu – pianista, ekonomista, pedagog i polityk (2003)[1]
- Arturo Uslar Pietri – pisarz i polityk, reprezentant Wenezueli w Lidze Narodów i UNESCO

Obcokrajowcy
- Joseph Blatter – ekonomista, działacz sportowy, przewodniczący FIFA (2007, Szwajcaria)[2]
- Daisaku Ikeda – pisarz i filozof, prezydent Sōka Gakkai (2005, Japonia)[3]
- Nikołaj Kiriłowicz Maksjuta, ros. Николай Кириллович Максюта – gubernator obwodu wołgogradzkiego (2007, Rosja)[4]
- Walery Iwanowicz Morozow, ros. Валерий Иванович Морозов – dyplomata, ambasador Federacji Rosyjskiej w Wenezueli (2000, Rosja)[5]
- Abdullah al-Tariki – polityk i urzędnik państwowy (1960, Arabia Saudyjska)[6]
- Shoichiro Toyoda – prezydent Toyota Motor Corporation (1999, Japonia)[7]
- Lech Wałęsa – prezydent Polski (1989)[8]

Komandor
Wenezuelczycy
- Harry Abend – rzeźbiarz i architekt polskiego pochodzenia (1990)

Obcokrajowcy
- Henry Wassenbergh – pisarz, profesor prawa (1972, Holandia)[9]